# László Biró
Pour les articles homonymes, voir Biró.
Dans le nom hongrois Biró László, le nom de famille précède le prénom, mais cet article utilise l’ordre habituel en français László Biró, où le prénom précède le nom.
László József Biró, ou Ladislao José Biro, né Schweiger le 29 septembre 1899 à Budapest (empire austro-hongrois) et mort le 24 octobre 1985 à Buenos Aires (Argentine), est un inventeur, notamment du stylo à bille.

## Biographie

### Famille

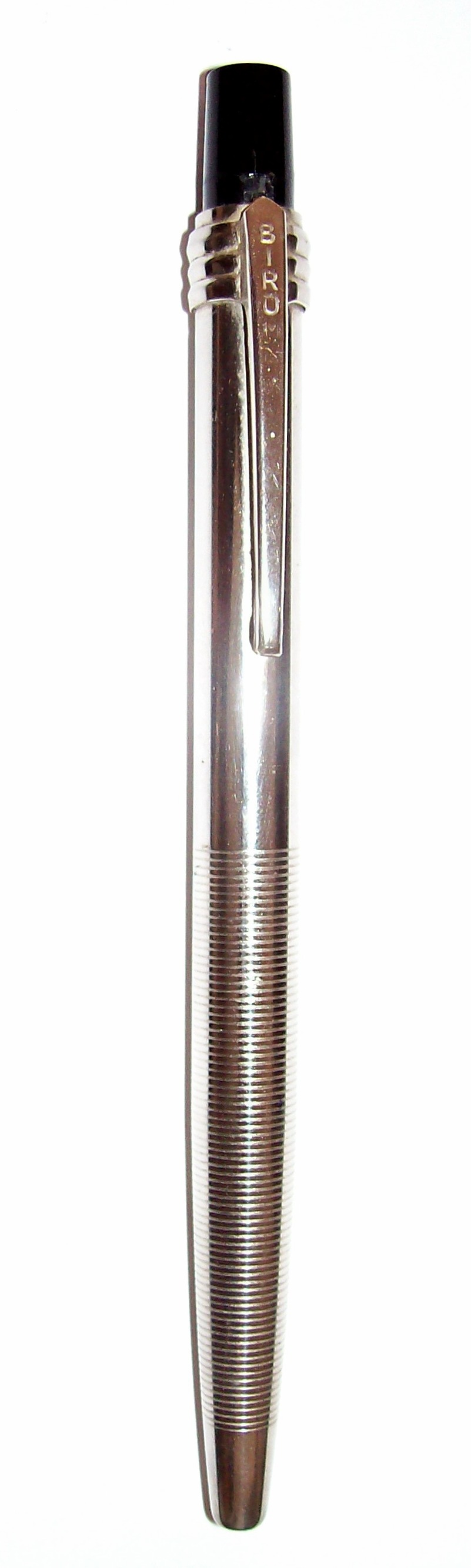
Stylo à bille de László Biró.

László Schweiger naît dans une famille juive à Budapest, en 1899. Son père Mózes Mátyás Schweiger est un technicien dentistaire né dans la ville de Hodmezőszárhely et sa mère Janka Ullmann est née à Kaposvár.
Le changement de nom de famille « Schweiger » en « Biro » est enregistré auprès du ministère royal de l'Intérieur hongrois en 1905.
Le 2 novembre 1931, à Terézváros (Budapest), László József Biró épouse Erzsébet (Elizabeth) Schick, fille de Zsigmond Schick Schick et Anna Honig. Le 20 août 1938, Biro et sa femme se convertissent au christianisme dans l'espoir d'échapper aux lois antijuives sévissant en Hongrie et embrassent la foi luthérienne, . Le couple a une fille.

### Inventions
Tout petit déjà, László Biró s'enferme dans sa chambre et fabrique différentes choses. À 17 ans, il invente une machine à laver sans moteur et, à 20 ans, un système de changement de vitesse.
Il exerce différentes activités : études de médecine suivies pendant un semestre, s'intéressant à l'hypnose, à la graphologie...

#### Style bille
En 1938, Biró, qui est devenu journaliste, remarque, lors d'une visite à l'imprimerie de son journal, que l'encre utilisée pour l'impression des journaux sèche rapidement, laissant le papier sec et sans taches. Il tente d'utiliser la même encre dans son stylo-plume mais s'aperçoit que la viscosité de l'encre l'empêche de couler jusqu'à la plume. Environ 50 ans plus tôt, un premier stylo à bille, pour écrire sur du cuir ou autres surfaces rugueuses, avait été inventé par l'Américain John J. Loud (1844-1916) mais il n'avait pas rencontré de succès commercial et son brevet était devenu caduc. Trente ans plus tard, en 1919, un Monsieur Pasquis remporte le prix du concours Lépine à Paris avec son invention d'un stylo à bille et dépose le brevet de son ébauche mais il ne parvient pas à le mettre au point en vue d'une éventuelle commercialisation. En travaillant avec son frère György, chimiste, László Biró ignorant les travaux restés sans suite de Loud et de Pasquis, conçoit un nouveau dispositif formé à l'extrémité d'une bille roulant librement dans l'alvéole d'un support qui, ainsi, permet de prendre l'encre de la cartouche pour l'appliquer sur le papier, sans la faire baver, : le premier véritable stylo à bille fonctionnel est né. L'idée lui serait venue en observant des enfants jouant avec des billes dans une flaque d'eau, qui entraînent derrière elle un mince filet d'eau.
Il présente cette première production du stylo à bille à la Foire internationale de Budapest en 1931,. Il dépose son brevet à Paris en 1938, après avoir fui les nazis et leurs lois anti-juives en Hongrie, qui limitent sévèrement les professions des Juifs.

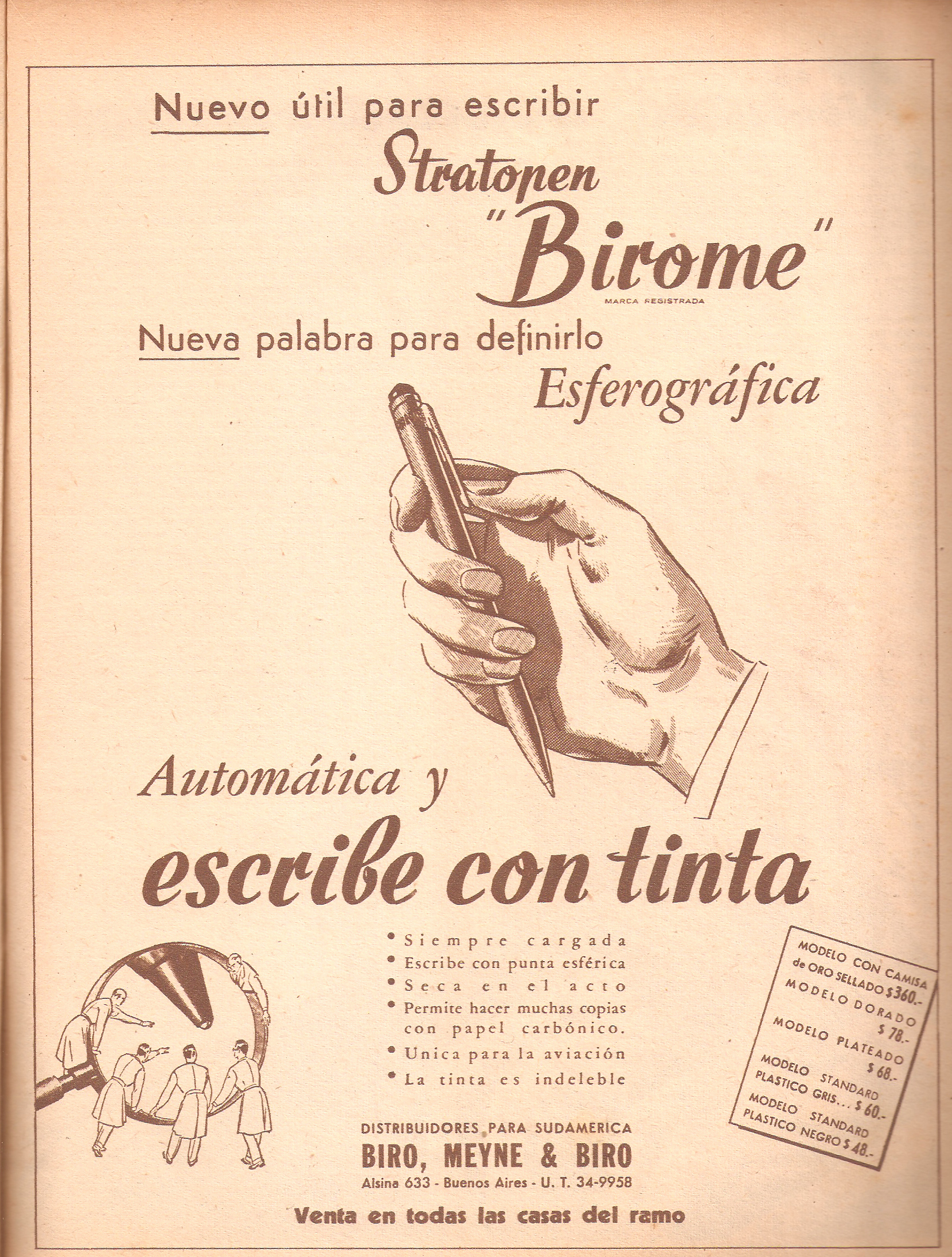
Réclame dans le magazine argentin Leoplán faisant la promotion du premier stylo commercial de la marque « Birome » (1945)

En 1940, László Biró émigre en Argentine - où il hispanise son nom sous la forme de  « Ladislao José Biro » - avec son ami et associé Hansi Meyne qui devient « Juan Jorge Meyne », à l'invitation du président argentin, Agustin Justo, qui avait rencontré l'inventeur en Yougoslavie lors de vacances et qui s'était intéressé à ce nouvel instrument d'écriture ; son frère György les rejoint en 1943. Le 17 juin de la même année, les frères déposent un autre brevet, délivré aux États-Unis sous le numéro 2 390 636 Writing Instrument, et forment la société Biro Pens of Argentina. Ce nouveau design est censé être produit sous licence au Royaume-Uni pour être fourni, après les Argentins, aux équipages de la Royal Air Force puis adopté par les aviateurs américains, tous découvrant que le stylo à bille fonctionne mieux à haute altitude que le stylo-plume habituel.

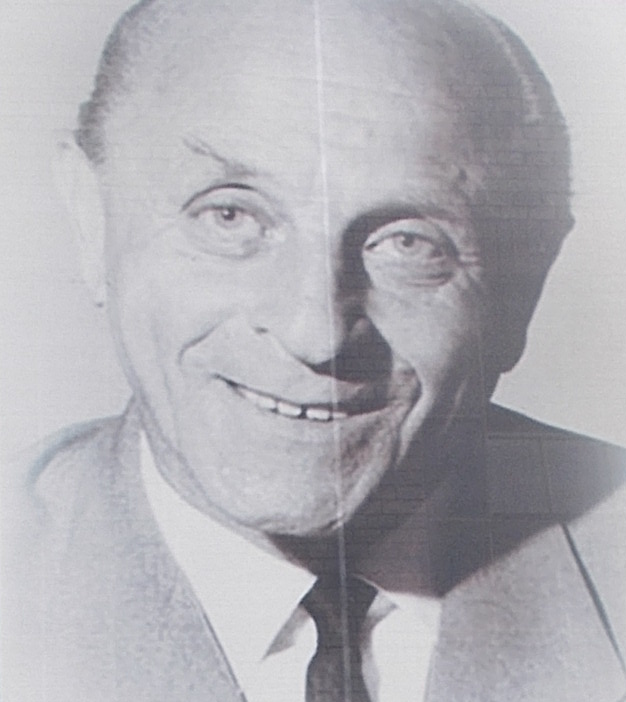
Portrait de László Bíró sur le mur du bâtiment U4 dans le parc Graphisoft, district III de Budapest.

Les premiers stylos à bille fabriqués pour la vente régulière sont vendus sous le nom d'« Atrepen » à partir de 1945 mais le nouvel instrument d'écriture - appelé « Biropen » dans le monde (ou « Birome » ou « Biroma » ou « Biro ») - « Birome »  étant un mot-valise du nom de famille des frères Biro et de celui de leur partenaire commercial Meyne, se répand rapidement dans le monde entier et immortalise le nom de son inventeur de son vivant. Eversharp (en), fabricant de portemines aux États-Unis, s'associe avec Eberhard-Faber (en) en mai de la même année pour exploiter une licence de fabrication du Birome. Biro dit qu'il a vendu son brevet en 1948 à la compagnie américaine Parker Co.
En 1949, la société PPA, fondée en 1945 par le baron et industriel franco-italien Marcel Bich (1914-1994) et rebaptisée BiC en 1953, achète à Bíró le brevet de son stylo bille et va améliorer le modèle des frères Biro sur la formule d’encre et l’ajustage entre la bille et le tube-réservoir. Il lance alors la fameuse « pointe Bic » en 1950, à travers le stylo à bille Bic Cristal qui devient rapidement le « produit phare » de l'entreprise. Par la suite, Bic vend plus de 100 milliards de stylos à bille dans le monde et encore en 2021, il s'agit du stylo le plus vendu dans le monde.

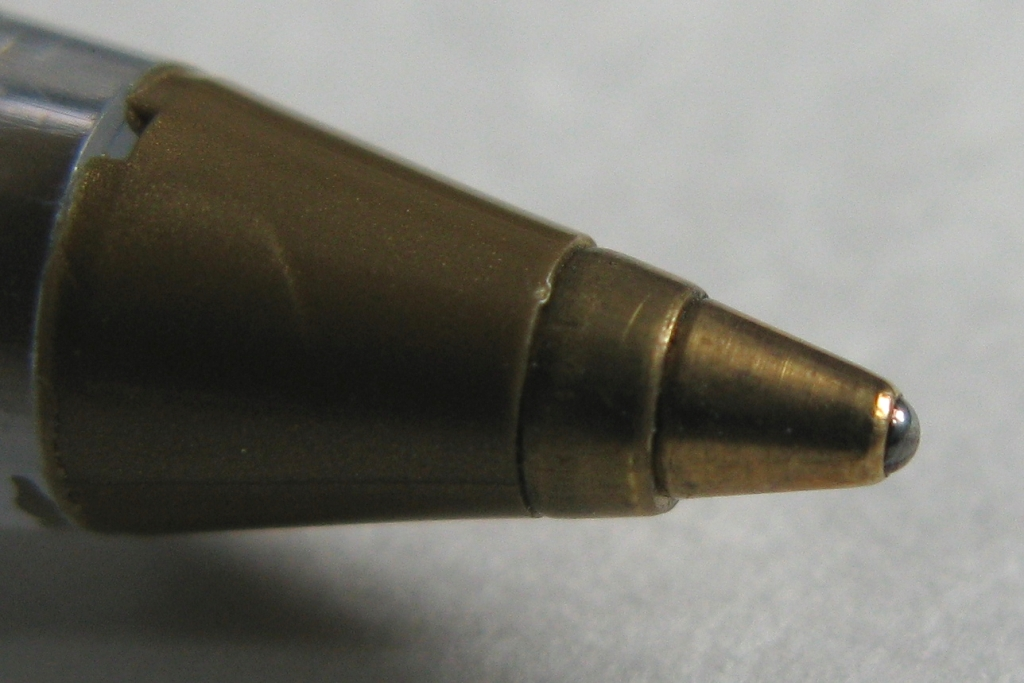
Pointe Bic inventée par Biro.

Avec le temps, bien que le nom « Biro » soit une marque déposée, le terme « birome » avec une minuscule est utilisé dans de nombreux pays pour désigner un stylo à bille de manière courante, en particulier en Argentine, Italie (« biro »), Grande-Bretagne, Australie et Nouvelle-Zélande. Il est devenu générique dans ces pays, comme le stylo bic l'est devenu en France.
Laszlo Biró meurt à Buenos Aires en Argentine le 24 octobre 1985,,.

#### Autres inventions
- 1928 - Stylo à eau (Hongrie)
- 1930 - Machine à laver (Hongrie)
- 1932 - Transmission automatique (Hongrie)
- 1936 - Équipement de conduction électromagnétique (Hongrie) (moteur linéaire). Plus tard, les expériences japonaises sur les super trains commencent sur cette base et elles constituent toujours une partie importante des chemins de fer magnétiques.
- 1938 - Stylo à bille (Hongrie, France et plus de 100 brevets dans divers pays) 1941–1948 (Argentine)
- 1941 - Equipement thermique (Argentine)
- 1942 - Balle désinfectante (Argentine et sept autres pays)
- 1943–1957 - Thermographe clinique (Argentine et six autres pays)
- 1943–1959 - Serrure brevetée (Argentine et six autres pays)
- 1943-1962 - Imprimeur d'étiquettes de bouteilles (Argentine)
- 1943–1962 - Curtain Holder (Argentine)
- 1944 - Procédé de production de résine phénolique (Argentine)
- 1944 - Ouvre-ampoule (Argentine)
- 1944-1948 - Stylo à bille (États-Unis)
- 1945 - Procédé pour augmenter la résistance des barres d'acier (Argentine)
- 1945–1954 - Boules déodorantes
- 1956 - Miroir imprimé (Argentine)
- 1958 - Dispositif de production d'énergie à partir des vagues de l'océan (Argentine)
- 1970 - Protéine (Argentine)
- 1978 - Moteur à combustion interne mono-temps (Argentine)

## Hommages
László Biró figure sur une série de timbres postaux émise en 1994 par la République argentine, à l'occasion du cinquantième anniversaire de l'invention du stylo à bille, en son honneur et en celui de trois autres inventeurs argentins,.
L'astéroïde (327512) Bíró reçoit ce nom en son honneur.
En Argentine, le 29 septembre, jour de la naissance de Biró, est commémorée la Journée de l'inventeur.
Google a mis en place un Doodle en hommage a László Biró, à l’occasion de son 117e anniversaire, sous le titre « Qu'a inventé Ladislao José Biró ? ».